# Joe Lynch (réalisateur)
Pour les articles homonymes, voir Lynch et Joe Lynch.
Joe Lynch, né vers 1976 à Long Island (New York), est un acteur et réalisateur américain.

## Filmographie

### Réalisateur
- 2007 : Détour mortel 2
- 2011 : Chillerama
- 2013 : Knights of Badassdom
- 2013 : Venom: Truth in Journalism
- 2014 : Everly
- 2014 : Raya Yarbrough : Silent Night
- 2014 : Saber
- 2015 : Faith No More : Sunny Side Up
- 2016 : 12 Deadly Days
- 2017 : Mayhem - Légitime Vengeance
- 2018 : My Dead Ex
- 2019 : Point Blank

### Acteur
- 1999 : Terror Firmer : Clothespin Boy
- 2007 : Détour mortel 2
- 2008 : The Tiffany Problem
- 2009 : Sweatshop : Ghost (en tant que Fernando Phagabeefy)
- 2009 : Thirsty
- 2010 : Butcher II : Gator Hunter (non crédité)
- 2010 : Frozen : Guy on Chairlift #2 (non crédité)
- 2011 : Chillerama Presents : Anton Troy, the Man Behind the Beast
- 2011 : Chillerama : Fernando Phagabeefy (non crédité)
- 2012 : Holliston (série télévisée)
- 2014 : Everly : SWAT Officer
- 2017 : A Holliston Halloween
- 2017 : Victor Crowley : Pilot Matthew Waters (non crédité)
- 2018 : The Intervention

### Directeur de la photographie
- 2003 : Uranium
- 2005 : Street Fury
- 2007 : My Cousin's Keeper
- 2013 : The Mix

### Monteur
- 2003 : ATM Machine 2
- 2003 : In Your Mouth and on Your Face
- 2013 : Venom: Truth in Journalism
- 2014 : Saber

### Producteur
- 2011 : Chillerama
- 2011 : Kart Driver
- 2011 : The Birds of Anger
- 2011 : The Hunt (court métrage)
- 2012 : Holliston (série télévisée)
- 2013 : Something Real and Good
- 2014 : Raya Yarbrough: Silent Night
- 2015 : Ghoul
- 2016 : 12 Deadly Days
- 2017 : A Holliston Halloween

### Scénariste
- 2011 : Chillerama
- 2013 : Venom: Truth in Journalism
- 2014 : Everly
- 2014 : Raya Yarbrough: Silent Night